# 前980年代
| 千纪： | 前1千纪 |
| 世纪： | 前11世纪 \| 前10世纪 \| 前9世纪                                                                            |
| 年代： | 前1010年代 \| 前1000年代 \| 前990年代 \| 前980年代 \| 前970年代 \| 前960年代 \| 前950年代                  |
| 年份： | 前989年 \| 前988年 \| 前987年 \| 前986年 \| 前985年 \| 前984年 \| 前983年 \| 前982年 \| 前981年 \| 前980年 |

## 重要事件及趋势
- 周穆王西游。
- 大体相当于周康王、周昭王、周穆王时期

## 重要人物
- 大卫（希伯来语：דָּוִד，旧译大辟，天主教译为达味，伊斯兰教译作达吾德，是西元前十世纪以色列联合王国的第二任国王。大卫的意思是“被爱的”。大部份关于他的记载都出自《塔纳赫》中的撒母耳记上和撒母耳记下。虽然大卫不是没有缺点，但在以色列所有古代的国王中，他被描述为最正义的国王，并且是一位优秀战士、音乐家和诗人（在圣经中赞美上帝的诗篇是他的著作）。根据圣经记录，耶稣是大卫的后裔。大卫在位四十年零六个月；其中有七年是在希伯仑。）
- 周康王、周昭王、周穆王

## 逝世
- 胡公滿，西周至春秋時代諸侯國陳國的開國君主。（前986年逝世）